# Мон (Граубюнден)
Мон (нем. Mon GR) — деревня и бывшая коммуна в Швейцарии, в кантоне Граубюнден. 
Входит в состав коммуны Альбула/Альвра региона Альбула (до 2016 года входила в округ Альбула). Население деревни составляет 90 человек (на 31 декабря 2013 года). Официальный код  —  3502.
До 31 декабря 2014 года имела статус общины (коммуны). 1 января 2015 года объединена с коммунами Альваной, Альвашайн, Бриенц, Мон, Штирва, Сурава и Тифенкастель в новую коммуну Альбула/Альвра.

## Достопримечательности
- Бывшая католическая церковь Космы и Дамиана[2].
- Католическая церковь святого Франциска[3].